# Andrew Billings
Andrew Billings (Waco, Texas, 6 de marzo de 1995) es un jugador profesional estadounidense de fútbol americano que se desempeña en la posición de defensive tackle en Chicago Bears, equipo de la National Football League (NFL).

## Carrera
Fue seleccionado en la cuarta ronda en la Reunión Anual de Selección de Jugadores de la NFL de 2016. En 2017, hizo su debut profesional con el equipo Cincinnati Bengals, en el cual jugó tres temporadas (2017-2020), después pasó a Cleveland Browns (2021-2022), luego a Las Vegas Raiders (2022-2023), posteriormente a Chicago Bears, donde lleva jugando dos temporadas.